# 告発のとき
『告発のとき』（こくはつのとき、In the Valley of Elah）は、2007年のアメリカ合衆国のドラマ映画。監督はポール・ハギス、出演はトミー・リー・ジョーンズとシャーリーズ・セロンなど。米国内で実際に起きた事件をもとに、イラク戦争の現実を描いた作品。
第64回ヴェネツィア国際映画祭、第32回トロント国際映画祭で上映。主演のトミー・リー・ジョーンズは第80回アカデミー賞主演男優賞にノミネートされた。

## ストーリー
2004年の11月1日、ベトナム戦争にも従軍し軍警察を退役して隠居生活をしていたハンク・ディアフィールドの元に、軍に所属する彼の息子マイクがイラク戦争から帰還して間もなく無断離隊し、現在行方不明であるという連絡が入る。息子を信じながらも不審を抱くハンクは、配属されていた部隊のある基地へと向かう。
だが、マイクの行方に関することは一切判明せず、その捜索について軍関係者や地元警察はまともに取り合ってくれなかった。途方に暮れる彼だったが、女性刑事のエミリー・サンダースが協力を申し出てくれたため、彼女にかすかな期待を寄せる。
しかし、その期待は無残に裏切られてしまう。マイクが切り刻まれた焼死体で発見されたというものだ。息子の死に絶望するハンクではあったが、軍と警察との曖昧な管轄権の立ちはだかる中、エミリーの助力も得て死の真相を究明しようと行動を起こす。
軍側はマイクが麻薬を常用していたことから、薬物取引のトラブルで売人らに殺害されたのではないかとの見方を示すが、ハンクは自らの軍警察での経験を活かし、マイクの殺害現場を特定しただけでなく、同じ部隊の兵士らの証言の嘘を見抜いた他、軍がハンクに隠していた無許可離隊している兵士の存在に気付くなど、独自の捜査を進める。しかし、いずれも事件の真相を暴くまでには至らなかった。捜査が行き詰まる中、マイクの同僚の1人ボナーが首つり自殺する。これにより、ボナー単独による犯行との見方が強まるが、エミリーがマイクのクレジットカードの最後の利用時のサインが別の同僚ペニングのものであることに気付いたことで、マイクの同僚兵士3人（ペニング、ボナー、ロング）による犯行が明らかになる。ところが、ペニングとロングの自供を得た軍は彼らを警察に引き渡さずに、軍の内部で処罰することを決める。納得が行かないエミリーは軍側の担当者であるカークランダー軍警察警部補を半ば脅迫する形で強引にペニングを引きずり出し、ハンクの前で真実を語らせる。
ペニングはマイクを殺害し、切断の上、焼いた経緯を淡々と語る。些細な理由でマイクが殺された事実とともに、イラクでの異常な体験が彼らのまともな人間性を完全に失わせてしまっていたこと、それはペニングたちだけでなく、マイクも同じであったことを知らされたハンクは、戦場からのマイクの助けを求める電話にただ「しっかりしろ」と言うだけで気遣ってやれなかったことを悔やむ。帰宅したハンクは、マイクが生前にハンクに贈るはずだった古びた星条旗を見つけると、その星条旗を役場の旗竿に「救難信号」を意味する逆向きに掲げる。

## キャスト
※括弧内は日本語吹替
- ハンク・ディアフィールド: トミー・リー・ジョーンズ（谷口節） - 元軍警察官。
- エミリー・サンダース刑事: シャーリーズ・セロン（林真里花）
- ジョアン・ディアフィールド: スーザン・サランドン（一柳みる） - ハンクの妻。
- マイク・ディアフィールド: ジョナサン・タッカー（樋口健太） - ハンクとジョアンの次男。
- ダン・カーネリー軍曹: ジェームズ・フランコ（桐本琢也）
- ブシュワルド警察署長: ジョシュ・ブローリン - エミリーの上司。
- エヴィ: フランシス・フィッシャー - トップレスバーの女。
- カークランダー軍警察警部補 - ジェイソン・パトリック
- ゴードン・ボナー特技兵: ジェイク・マクラフリン（英語版） - マイクと同じ部隊の仲間。
- エニス・ロング特技兵: メカッド・ブルックス - マイクと同じ部隊の仲間。アフリカ系。
- ロバート・オーティス二等兵: ヴィクター・ウルフ - マイクと同じ部隊の仲間。無許可離隊。メキシコ系。
- アーノルド・ビックマン: バリー・コービン - ハンクのかつての同僚。
- ニュージェント刑事: ウェイン・デュヴァル
- ホッジ刑事: ブレント・ブリスコー
- マニー・ヌニェス刑事: グレッグ・セラーノ（英語版）
- バーク中尉: ブレント・セクストン（英語版）
- スティーヴ・ペニング伍長: ウェス・チャサム（英語版） - マイクと同じ部隊の仲間。
- ウェイン刑事: グレン・ターラント（英語版）

## スタッフ
- 監督：ポール・ハギス
- 製作：ポール・ハギス、パトリック・ワックスバーガー、スティーヴ・サミュエルズ、ダーレーン・カーマニョ・ロケット（英語版）、ローレンス・ベクシー
- 製作総指揮：スタン・ヴロドコウスキ、デヴィッド・ギャレット、エリック・フェイグ、ジェームズ・ホルト、エミリオ・ディエス・バロッソ
- 原案：マーク・ボール、ポール・ハギス
- 脚本：ポール・ハギス
- 撮影：ロジャー・ディーキンス
- プロダクションデザイン：ローレンス・ベネット
- 衣装デザイン：リサ・ジェンセン
- 編集：ジョー・フランシス
- 音楽：マーク・アイシャム

## 作品の評価
Rotten Tomatoesによれば、批評家の一致した見解は「ポール・ハギスのテーマの中には強引なものもあるが、『告発のとき』はそれ以外の点では面白い殺人ミステリと反戦メッセージであり、トミー・リー・ジョーンズが魅惑的な演技を見せている。」であり、163件の評論のうち高評価は74%にあたる120件で、平均点は10点満点中7.01点となっている。
Metacriticによれば、37件の評論のうち、高評価は27件、賛否混在は10件、低評価はなく、平均点は100点満点中65点となっている。